# Lista de presidentes de Tuva

Brasão de armas de Tuva

O Presidente da República de Tuva,que hoje é uma República da Rússia,já foi uma república independente de 1921 a 1944, sendo o primeiro país (mesmo que hoje não seja mais independente) a ser dirigida por uma mulher. Ela chamava-se Khertek Anchimaa-Toka.
Logo depois da Segunda Guerra Mundial, o país foi anexado pela União Soviética até 1991, e ganhou autonomia e permanece assim até a atualidade.  

## Presidentes
| Nome                          | Imagem | Início do mandato | Fim do mandato |
| ----------------------------- | ------ | ----------------- | -------------- |
| Mongush Buyan-Badyrgy         |        | 1921              | 1940           |
| Khertek Anchimaa-Toka         |        | 1940              | 1944           |
| Salchak Toka                  |        | 1944              | 1973           |
| Chimit Dorjee Bayrovich Ondar |        | 1973              | 1991           |
| Sherig-ool Oorzhak            |        | 1991              | 2007           |
| Sholban Kara-ool              |        | 2007              | presente       |